# Řád národního hrdiny (Antigua a Barbuda)
Řád národního hrdiny (anglicky Order of the National Hero) celým názvem Nejvznešenější řád národního hrdiny (anglicky Most Exalted Order of the National Hero) je státní vyznamenání Antiguy a Barbudy založené roku 1998.

## Historie
Poprvé bylo vyznamenání založeno Parlamentem Antiguy a Barbudy v roce 1994 Zákonem Národní hrdinové. Tento zákon byl zrušen a řád byl obnoven Parlamentem Antiguy a Barbudy Zákonem o národních vyznamenáních 1998, jež byl podepsán generálním guvernérem Antiguy a Barbudy dne 31. prosince 1998. Tento zákon byl pozměněn v letech 2000, 2001 a 2015. Osoby, které obdržely titul Národního hrdiny podle původního zákona, se staly společníky obnoveného řádu. Z moci úřední je velmistrem řádu úřadující generální guvernér Antiguy a Barbudy. Členy řádu se mohou stát výhradně občané Antiguy a Barbudy a počet žijících členů je omezen na tři. Držitelé řádu mají právo užívat titul Sir či Dame a manželky rytířů společníků smí užívat titul Lady. Pro manžely dam neexistuje speciální titul. Právo užívat tyto tituly mimo území Antiguy a Barbudy závisí na jurisdikci příslušných států.

## Jmenování do řádu
Jmenování do řádu provádí velmistr na doporučení předsedy vlády Antiguy a Barbudy a Výboru pro vyznamenání, který byl zřízen zákonem z roku 1998. Tento výbor se skládá z osoby jmenované generálním guvernérem, dvěma členy senátu Antiguy a Barbudy a čtyřmi členy Sněmovny reprezentantů Antiguy a Barbudy. Z členů výboru je velmistrem jmenován jeho předseda.
Do řádu mohou být lidé jmenováni i posmrtně, ale takový příjemce není uveden na aktuálním seznamu členů řádu. Nová přijímání do řádu jsou vyhlašována při příležitosti Dne nezávislosti Antiguy a Barbudy, který připadá na 1. listopadu. Slavnostní ceremoniál přijímání nových členů se koná v oficiální rezidenci generálního guvernéra, v Government House v Saint John's.

## Insignie
Řádová hvězda má tvar osmicípé hvězdy s cípy složenými z různě dlouhých paprsků. Uprostřed je položen kulatý medailon v němž je barevně smaltovaný státní znak Antiguy a Barbudy. Okolo je červeně smaltovaný kruh se zlatým nápisem. Celý medailon je lemován zeleně smaltovaným věncem.
Stuha je žlutá se třemi stejně širokými pruhy v barvě černé, bílé a černé lemujícími oba okraje.